# Tom Parkes
Tom Parkes, född 15 januari 1992 i Mansfield, är en engelsk fotbollsspelare som spelar i den engelska klubben Bristol Rovers i League Two, där han främst spelar som mittback.
Parkes är en produkt av Leicester Citys ungdomsakademi. Han anslöt sig till akademin år 2006 och skrev på för a-laget år 2010. Parkes beskrivs som mycket lovande, han har redan hunnit spela 22 matcher på lån för League Two laget Burton Albion, där han var ordinarie.